# 사하마산
사하마산(스페인어: Nevado Sajama)는 높이 6,542m의 성층 화산으로, 볼리비아에서 가장 높은 산이다. 또한 사하마산은 사하마 국립공원의 일부로, 칠레와의 국경과는 약 20km가량 떨어져 있다.
사하마산은 1939년 8월에 첫 등정이 이루어졌다.